# Suinzona cheni
Suinzona cheni – gatunek chrząszcza z rodziny stonkowatych i podrodziny Chrysomelinae.
Gatunek ten opisany został w 2011 roku przez Mauro Daccordiego i Yanga Xingke. Epitet gatunkowy nadano na cześć Chena Shixianga, autora nazwy rodzajowej.
Chrząszcz o ciele długości od 6 do 7,3 mm i szerokości od 3,6 do 3,8 mm. Podstawowe ubarwienie ma mahoniowoczerwone z czarnymi oczami, żółtawobrązowymi tylnymi krawędziami pierwszych czterech sternitów odwłoka oraz pomarańczoworudymi odnóżami, czułkami, nadustkiem i aparatem gębowym. Głowa o ciemieniu i czole prawie niepunktowanych. Punktowanie przedplecza dwojakie: grube i gęste punkty, a między nimi jeszcze bardzo delikatne. W tylnych kątach przedplecza obecne trichobotria. Rzędy na pokrywach złożone z punktów takich, jak na przedpleczu; przy szwie i po bokach regularne, a pośrodku nieregularne. Zapiersie z przodu obrzeżone. Edeagus w części nasadowej ostro zakrzywiony ku dołowi, na wierzchołku zaokrąglony. Flagellum gwałtownie zagięte w szczytowych ⅔ i zaostrzone. Speramteka samicy sierpowatego kształtu.
Owad znany tylko z zachodniego Syczuanu w Chinach.